# José Antonio Serrano Montalvo
José Antonio Serrano Montalvo (Jaén, 1923 - Saragossa, 28 d'abril de 2004) fou un advocat i polític espanyol, governador civil de Castelló, Lleida i Tarragona durant el franquisme.
El 1944 es va establir a Saragossa, on el 1949 es va llicenciar en dret a la Universitat de Saragossa. De 1947 a 1951 fou cap provincial del SEU a Saragossa. El setembre de 1955 fou designat cap nacional del Sindicato Español Universitario (SEU) en substitució de Jorge Jordana de Pozas i col·laborà a pacificar el món universitari després de la crisi de 1956 arran una manifestació d'estudiants en la que va morir d'un tret el jove falangista Matías Montero. El juliol de 1956, però, deixà el càrrec quan fou nomenat Governador civil de Castelló. Va ocupar el càrrec fins a març de 1960. quan fou nomenat governador civil de Lleida. Va deixar el càrrec en juny de 1968 quan fou nomenat governador civil de Tarragona. Va ocupar el càrrec fins a abril de 1971. Aleshores va exercir com a lletrat de la Delegació Nacional de Premsa, i després de la transició espanyola passà a l'Organisme Autònom Medios de Comunicación Social del Estado.